# 約翰·格奧爾格四世

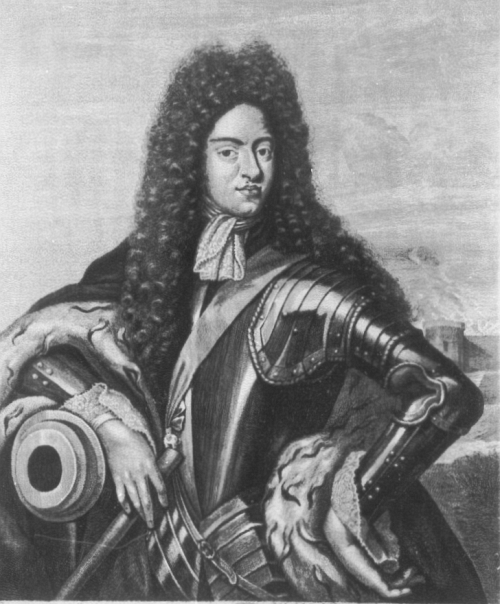
薩克森公爵和選帝侯約翰·格奧爾格四世

約翰·格奧爾格四世 Johann Georg IV（1668年10月18日出生於德雷斯顿—1694年4月27日逝世於德雷斯顿）是薩克森公爵和選帝侯，他是出於韋廷家族的薩克森公爵，是薩克森公爵約翰·格奧爾格三世及其妻子丹麥的安娜·索非亞的長子。
1691年9月12日，父親約翰·格奧爾格三世逝世，約翰·格奧爾格四世繼承王位。
他執政後，他的首席顧問建議薩克森與勃蘭登堡選帝侯結盟，採取獨立於神聖羅馬帝國皇帝利奧波德一世的路線。薩克森軍隊其後更退出帝國軍隊，利奧波德一世趁機於1692年7月將約翰·格奧爾格四世的首席顧問逮捕及囚禁。雖然約翰·格奧爾格四世無法令他的首席顧問被釋放，但是利奧波德一世仍能平息選帝侯的怒火，薩克森軍隊於1693年從新回到帝國軍隊的行列。

## 婚姻
1692年4月17日，約翰·格奧爾格四世於萊比錫迎娶寡居的勃蘭登堡-安斯巴赫侯爵夫人艾蕾諾爾·厄德穆特。此婚姻名義上是為了儘快得到合法的子嗣，實際是由於選帝侯的母親丹麥的安娜·索非亞為了斷絕年輕的選帝侯與馬格達萊納·西碧拉的關係而訂立的。
有傳言馬格達萊納·西碧拉是約翰·格奧爾格三世的私生女，是約翰·格奧爾格四世的妹妹，所以約翰·格奧爾格三世在位時已經努力拆散二人，他將馬格達萊納·西碧拉嫁給一名陸軍上校。約翰·格奧爾格四世並不相信此傳言，當他成為選帝侯後，馬格達萊納·西碧拉便成為他的情婦，她亦是首位在薩克森公國被公開承認為選帝侯的情婦。
當埃莉諾·埃萊奧諾勒成為約翰·格奧爾格四世的妻子後，終日被約翰·格奧爾格四世冷落。約翰·格奧爾格四世與馬格達萊納·西碧拉搬到另一座宮殿居住。
雖然馬格達萊納·西碧拉不顧一切嫁給約翰·格奧爾格四世成為情婦，但是選帝侯仍然試圖謀殺他的妻子，但是被他的弟弟腓特烈·奥古斯特所阻止。當約翰·喬治試圖用劍刺向埃莉諾·埃萊奧諾勒時，手無寸鐵的腓特烈用他的手令劍勢轉變方向，劃開的傷口給腓特烈留下一輩子的印記，並帶給他某方面的不利。

## 在位末年
受到選帝侯巨額的賄賂下，最終於1693年2月20日，馬格達萊納·西碧拉被神聖羅馬帝國皇帝利奧波德一世下旨封為羅赫利茨伯爵夫人。其後馬格達萊納·西碧拉為選帝侯生下一位女兒－威廉敏娜·瑪麗亞。但是好景不常，馬格達萊納·西碧拉於1694年4月4日在選帝侯的懷抱中因天花而去世。約翰·格奧爾格四世亦於23日後逝世，被下葬於弗賴堡大教堂。
因為選帝侯夫人埃莉諾·埃萊奧諾勒曾兩次流產（分別於1692年8月及1693年2月），所以約翰·格奧爾格四世死後並無留下合法子嗣。選帝侯爵位由其弟腓特烈·奥古斯特繼承，就是日後有名的「強力王」。新選帝侯腓特烈·奥古斯特成為他的侄女威廉敏娜·瑪麗亞的監護人，將她在宮中養育成人，在她嫁給一位波蘭伯爵時亦為她安排嫁妝。
| 約翰·格奧爾格四世 韋廷王朝出生于：1668年10月18日逝世於：1694年4月27日 | 約翰·格奧爾格四世 韋廷王朝出生于：1668年10月18日逝世於：1694年4月27日 | 約翰·格奧爾格四世 韋廷王朝出生于：1668年10月18日逝世於：1694年4月27日 |
| 統治者頭銜                                                            | 統治者頭銜                                                            | 統治者頭銜                                                            |
| --------------------------------------------------------------------- | --------------------------------------------------------------------- | --------------------------------------------------------------------- |
| 前任： 約翰·格奧爾格三世                                              | 薩克森公爵和選帝侯 1691年—1694年                                      | 繼任： 腓特烈·奥古斯特一世                                            |